# Dyssochroma
Dyssochroma je biljni rod krumpirovki smješten u tribus Solandreae, dio potporodice Solanoideae. Pripada mu 3 vrste grmova rasprostranjenih po istočnom Brazilu.
Rod je opisan u Annals and Magazine of Natural History, ser. 2 4: 250. 1849.

## Vrste
1. Dyssochroma atlantica (Stehmann & Giacomin) A.Orejuela & C.I.Orozco
2. Dyssochroma longipes (Sendtn.) Miers
3. Dyssochroma viridiflorum (Sims) Miers